# Juozas Krikštolaitis
Juozas Krikštolaitis (* 12. November 1954 in Veisiejai, Rajongemeinde Lazdijai) ist ein litauischer Politiker, Bürgermeister von Prienai.

## Leben
Nach dem Abitur an der Mittelschule absolvierte Juozas Krikštolaitis 1977 das Diplomstudium der Mathematik am Vilniaus pedagoginis institutas in der litauischen Hauptstadt Vilnius und 2002 das Studium der Informatik an der Kauno technologijos universitetas in Kaunas.
Juozas Krikštolaitis arbeitete in Kazlų Rūda als stellvertretender Direktor im Werk und danach als Gehilfe des Mitglieds Seimas in der Seimas-Kanzlei. Von 2007 bis 2011 war er stellvertretender Administrationsdirektor und 2011 Bürgermeister der Rajongemeinde Prienai.
Juozas Krikštolaitis ist Mitglied der Tėvynės sąjunga - Lietuvos krikščionys demokratai.
Er ist verheiratet. Mit Frau Onutė hat er die Tochter Neringa.

## Quelle
- 2011 m. Lietuvos savivaldybių tarybų rinkimai

| Personendaten    | Personendaten                     |
| ---------------- | --------------------------------- |
| NAME             | Krikštolaitis, Juozas             |
| KURZBESCHREIBUNG | litauischer Politiker             |
| GEBURTSDATUM     | 12. November 1954                 |
| GEBURTSORT       | Veisiejai, Rajongemeinde Lazdijai |